# Kobresia
Kobresia es un género de plantas herbáceas de la familia de las ciperáceas.  Comprende 148 especies descritas y de estas, solo 57 aceptadas.

## Descripción
Estas plantas son juncos perennes bastante similares a las especies de Carex en apariencia. La mayoría de las especies se encuentran en las regiones montañosas de Asia.

## Taxonomía
El género fue descrito por Carl Ludwig Willdenow y publicado en Species Plantarum. Editio quarta 4(1): 205. 1805. La especie tipo es: Cyathochaeta diandra (R.Br.) Nees in J.G.C.Lehmann

## Especies aceptadas
A continuación se brinda un listado de las especies del género Kobresia aceptadas hasta febrero de 2014, ordenadas alfabéticamente. Para cada una se indica el nombre binomial seguido del autor, abreviado según las convenciones y usos.
- Kobresia burangensis Y.C.Yang (1987)
- Kobresia capillifolia (Decne.) C.B.Clarke, J. Linn. Soc. (1883)
- Kobresia cercostachys (Franch.) C.B.Clarke, J. Linn. Soc. (1903)
- Kobresia condensata (Kük.) S.R.Zhang & Noltie (2010)
- Kobresia cuneata Kük. (1930)
- Kobresia curticeps (C.B.Clarke) Kük. (1909)
- Kobresia curvirostris (C.B.Clarke) C.B.Clarke (1894)
- Kobresia duthiei C.B.Clarke (1894)
- Kobresia esbirajbhandarii Rajbh. & H.Ohba (1987)
- Kobresia esenbeckii (Kunth) Noltie (1993)
- Kobresia falcata F.T.Wang & Tang ex P.C.Li (1990)
- Kobresia filicina (C.B.Clarke) C.B.Clarke (1894)
- Kobresia filifolia (Turcz.) C.B.Clarke, J. Linn. Soc. (1883)
- Kobresia fissiglumis C.B.Clarke (1894)
- Kobresia fragilis C.B.Clarke, J. Linn. Soc. (1903)
- Kobresia gammiei C.B.Clarke, Bull. Misc. Inform. Kew (1908)
- Kobresia gandakiensis Rajbh. & H.Ohba (1991)
- Kobresia graminifolia C.B.Clarke, J. Linn. Soc. (1903)
- Kobresia harae Rajbh. & H.Ohba (1987)
- Kobresia hohxilensis R.F.Huang (1996)
- Kobresia humilis (C.A.Mey. ex Trautv.) Serg. (1935)
- Kobresia inflata P.C.Li (1999)
- Kobresia kanaii Rajbh. & H.Ohba (1991)
- Kobresia kansuensis Kük. (1930)
- Kobresia karakorumensis Dickoré (1995)
- Kobresia kobresioidea (Kük.) J.Kern (1958)
- Kobresia kuekenthaliana Hand.-Mazz., Anz. Akad. Wiss. Wien (1920)
- Kobresia laxa Nees (1834)
- Kobresia littledalei C.B.Clarke, Bull. Misc. Inform. Kew (1908)
- Kobresia loliacea F.T.Wang & Tang ex P.C.Li (1990)
- Kobresia macrantha Boeckeler (1888)
- Kobresia macrolepis Meinsh. (1901)
- Kobresia mallae Rajbh. & H.Ohba (1987)
- Kobresia myosuroides (Vill.) Fiori (1896)
- Kobresia nepalensis (Nees) Kük. (1909)
- Kobresia nitens C.B.Clarke, J. Linn. Soc. (1883)
- Kobresia prainii Kük. (1904)
- Kobresia pusilla N.A.Ivanova (1939)
- Kobresia pygmaea (C.B.Clarke) C.B.Clarke (1894)
- Kobresia robusta Maxim. (1883)
- Kobresia royleana (Nees) Boeckeler (1875)
- Kobresia sanguinea (Boott) Raymond (1965)
- Kobresia schoenoides (C.A.Mey.) Steud. (1855)
- Kobresia setschwanensis Hand.-Mazz. (1936)
- Kobresia sibirica (Turcz.) Boeckeler (1875)
- Kobresia sikkimensis Kük. (1909)
- Kobresia simpliciuscula (Wahlenb.) Mack. (1923)
- Kobresia smirnovii N.A.Ivanova (1939)
- Kobresia squamiformis Y.C.Yang (1984)
- Kobresia tibetica Maxim. (1883)
- Kobresia tunicata Hand.-Mazz. (1936)
- Kobresia uncinioides (Boott) C.B.Clarke (1894)
- Kobresia vaginosa C.B.Clarke (1894)
- Kobresia vidua (Boott ex C.B.Clarke) Kük. (1909)
- Kobresia woodii Noltie (1993)
- Kobresia yadongensis Y.C.Yang (1987)
- Kobresia yangii S.R.Zhang (1995)